# Josef Richter (Maler)
Josef Richter (* 3. März 1934 in Lobendau; † 2. Juni 2016 in Zwickau) war ein deutscher Maler und Grafiker.

## Leben und Werk
Richter besuchte bis 1948 die Volksschule und absolvierte von 1950 bis 1952 eine Ausbildung zum Maschinenschlosser. Dann arbeitete er bis 1991 in seinem Beruf. In seiner Freizeit widmete er sich der Kunst. 1962 zog er nach in Zwickau. Dort besuchte er bis 1963 die renommierte Mal- und Zeichenschule von Karl Michel und arbeitet er in einem Zirkel von Rainer Stuchlik (1929–2006) mit. Zu seinen Lehrern gehörten in Zwickau auch Klaus Matthäi und Edgar Klier. In einem Zwickauer Kunstzirkel von Lothar Breetzke (1912–1999) lernt er 1971 die spätere Malerin Brigitte Dietzsch (1942–2018) kennen, mit der er dann bis zu seinem Ableben verheiratet war.
Weitgehend als Autodidakt arbeitete Richter dann in Werdau und Zwickau als freischaffender Künstler.
Richter war vor allem Druckgrafiker. Zwischen 1967 und 1980 schuf er vor allem ausdrucksstarke Holzschnitte, die vom deutschen Expressionismus und Ernst Ludwig Kirchner inspiriert waren. Seine Hauptmotive waren dabei häufig Paare, Frauen oder Mütter mit Kindern. Daneben arbeitet er auch als Aquarellist, wobei er vor der Natur malte und das Bildmotiv oft fast bis zur Abstraktion vereinfachte. Als Auftragsarbeiten schuf er in der DDR auch Wandgemälde.
Die Grabstätte Richters befindet sich auf dem Paulusfriedhof Zwickau.

## Mitgliedschaften
- 1967 bis 1990 Verband Bildender Künstler der DDR.
- ab 1991 Kunstverein Zwickau e.V.
- ab 1992 Sächsischer Künstlerbund e.V.

## Ausstellungen (unvollständig)

### Postume Einzelausstellungen
- 2017: Zwickau, Galerie am Domhof („Ein Leben für die Kunst“)
- 2019: Zwickau, Galerie am Domhof („Erinnerungen“; mit Brigitte Dietzsch)

### Ausstellungsbeteiligungen
- 1974, 1979 und 1985: Karl-Marx-Stadt, Bezirkskunstausstellungen
- 1984/1985 Karl-Marx-Stadt, Städtisches Museum am Theaterplatz („Retrospektive 1945 – 1984. Bildende Kunst im Bezirk Karl-Marx-Stadt“)